# Мешок для самоубийства
Мешок для самоубийства (англ. suicide bag; exit bag) — приспособление, представляющее собой большой полиэтиленовый пакет со шнуром. Используется для совершения самоубийства через удушение инертным газом. Мешок для самоубийства используется совместно с баллоном с инертным газом, к примеру гелием или азотом. Благодаря давлению поступающего из баллона инертного газа выдыхаемый углекислый газ вытесняется из пакета, соответственно уровень углекислого газа в крови не растет, а гиперкапния и характерные для нее паника и чувство удушья не возникают. Этот метод затрудняет выявление прямой причины смерти, если тело будет обнаружено после того, как мешок и газовый баллон будут удалены. Мешки для самоубийства начали использоваться в 1990-х годах. Возникновение метода происходило в основном в Северной Америке.

## История
Первые случаи самоубийств с использованием полиэтиленового пакета и гелия впервые были зарегистрированы в 1990-х годах. Начиная с 2000-х годов в интернете, а также в печатной продукции и на видеозаписях начали распространяться инструкции по совершению самоубийства при помощи пакета и газа, после чего частота совершения самоубийств этим методом увеличилась.
Метод самоубийства с использованием пакета и инертного газа был разработан канадским активистом Джоном Хофсессом и группой «NuTech», в состав которой входили Дерек Хамфри, инженеры и врачи. В книге Дерека Хамфри «Последний выход» приспособление было описано как «большой полиэтиленовый пакет с регулируемой липучкой на шее». Применение данного метода самоубийства вместе с инертными газами было описано в дополнении к книге Хамфри в 2000 году. В 2002 году правительство Австралии и группы, пропагандирующие жизнь, были насторожены распространением мешка для самоубийства австралийским филиалом организации Exit International, пропагандирующей содействие самоубийцам и легализацию добровольной эвтаназии. Глава австралийского движения активистов за право на жизнь выразил обеспокоенность по поводу того, что ранимые люди станут использовать данный метод для совершения самоубийства.